# Sumidero

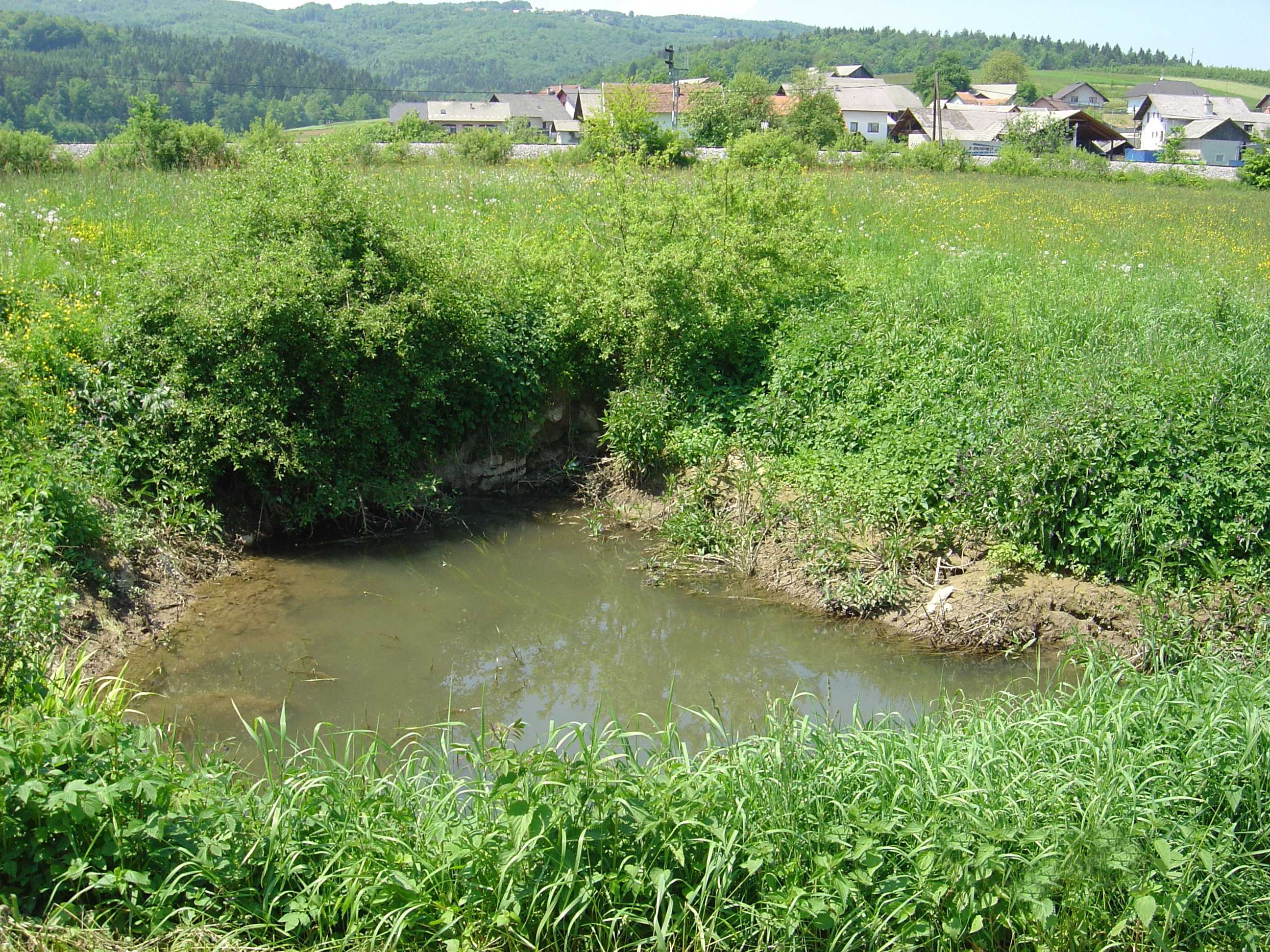
Sumidero en Dolenje Ponikve, Eslovenia.

Un sumidero es un tipo de dolina circular que actúa como desagüe natural para el agua de lluvia o para corrientes superficiales como ríos o arroyos. Generalmente se forma en suelos de piedra caliza, donde se filtra agua ligeramente ácida que poco a poco carcome el subsuelo hasta que se forma una cueva subterránea y el agua que se sigue filtrando provoca el derrumbe del techo de dichas cuevas hasta que se forma un sumidero. Los sumideros alimentan el caudal de ríos subterráneos que a su vez suelen alimentar acuíferos que son importantes fuentes de agua, tanto para los humanos como para ciertos hábitats.
En algunos casos, un tollo puede confundirse con un sumidero aunque, en el primer caso, la hondonada que forma el tollo no contiene indicios visibles como sumidero por estar el hundimiento en rocas muy permeables, en las que se infiltran las aguas de lluvia muy rápidamente.
En algunas zonas del mundo los sumideros se han utilizado o utilizan como vertederos, cosa que afecta la calidad del agua subterránea, y por lo tanto, la de los acuíferos. A otros los han sellado con cemento u otro material para así poder construir sobre ellos, lo que puede afectar el caudal subterráneo. Incluso, al ser desagües naturales, el obstruirlos puede traer consecuencias superficiales desastrosas como, por ejemplo, inundaciones.